# Молекулярная структура нуклеиновых кислот (статья)
«Молекулярная структура нуклеиновых кислот: структура дезоксирибонуклеиновой кислоты» — статья, в которой впервые была корректно описана структура молекулы ДНК. Опубликована Фрэнсисом Криком и Джеймсом Д. Уотсоном в научном журнале Nature на страницах 737—738 в 171-м томе от 25 апреля 1953 года. Экспериментальную составляющую работы проделала Розалинд Франклин методом рентгеноструктурного анализа. Ключевой для расшифровки структуры стала наиболее чёткая из её рентгенограмм — так называемая фотография 51.
Статья написана в форме развёрнутой заметки, поскольку была призвана лишь застолбить место первооткрывателей двойной спирали за Уотсоном и Криком, подробное же изложение работы было опубликовано в Proceedings of the Royal Society в январе 1954 года. Несмотря на сжатый формат, в статье содержатся ответы на фундаментальные вопросы: как хранится и как копируется генетическая информация. Открытие структуры ДНК сильно повлияло на развитие биологии, в частности, положило начало современной молекулярной биологии и дало большой толчок генетике.

## Содержание статьи
В статье Уотсона и Крика отсутствует описание методов, однако в том же номере журнала вышла статья их коллеги Мориса Уилкинса, посвящённая анализу рентгеноструктурных снимков ДНК и физическому смыслу наблюдаемой дифракционной картины. Текст Уотсона и Крика содержит лишь основные факты, которые им удалось установить. Они описывают недостатки предлагавшихся другими авторами трёхспиральных структур и предлагают свою — двухспиральную со сдвигом антипараллельных цепей, которая была названа B-формой ДНК. Затем излагают принцип комплементарности, который входит в замечательное соответствие с известными на тот момент правилами Чаргаффа, и описывают его физико-химическую основу — совпадение геометрии комплементарных пар нуклеотидов. Наконец, они указывают на возможность матричного копирования, которая создаётся такой структурой молекулы:

От нашего внимания не ускользнуло, что из постулируемого нами специфического спаривания [нуклеотидов] немедленно следует возможный механизм копирования генетического материала.
Оригинальный текст (англ.)It has not escaped our notice that the specific pairing we have postulated immediately suggests a possible copying mechanism for genetic material.

Основы функционирования ДНК, вопреки опасениям некоторых биологов, оказались просты для понимания и непосредственно связаны с её структурой.
Несмотря на минимальный объем данных, которым располагали авторы, все высказанные ими идеи в дальнейшем подтвердились.